# Ruan Claasen
Ruan Michael Claasen (ur. 26 marca 1990) – południowoafrykański lekkoatleta, skoczek wzwyż.
Srebrny medalista mistrzostw Afryki juniorów (2009).
W 2012 znalazł się w składzie RPA na mistrzostwa Afryki, jednak został przyłapany na stosowaniu niedozwolonych środków dopingujących i otrzymał karę 6 miesięcy dyskwalifikacji (do 12 grudnia 2012).
Wielokrotny medalista mistrzostw kraju, w tym złoto w 2012.

## Rekordy życiowe
- Skok wzwyż – 2,18 (2012)